# Songs III: Bird on the Water
Songs III: Bird on the Water è il terzo album in studio non EP della cantautrice statunitense Marissa Nadler, pubblicato il 12 febbraio 2007.

## Tracce
Testi e musiche di Marissa Nadler.
1. Diamond Heart – 3:47
2. Dying Breed – 3:38
3. Mexican Summer – 5:27
4. Thinking of You – 3:36
5. Silvia – 5:40
6. Bird on Your Grave – 5:02
7. Rachel – 4:20
8. Feathers – 3:59
9. Famous Blue Raincoat – 4:23
10. My Love and I – 3:32
11. Leather Made Shoes – 4:42

EP digitale bonus della versione statunitense
1. Conjuring Spirit Worlds – 5:00
2. Daisy & Violet – 3:41
3. Honey Bear – 3:25
4. Cortez the Killer – 3:57